# Ludo Sels
Ludovicus (Ludo) Jozefus Antonius Albertus Sels (Duffel, 7 juli 1916 - aldaar, 22 juni 1988) was een Belgisch Vlaams-nationalistisch politicus en medeoprichter van de Volksunie. 

## Levensloop
Sels werd geboren in een familie die toen reeds twee generaties actief was in de Duffelse politiek, zo was zijn grootvader Louis Sels van 1896 tot 1912 burgemeester van het Netedorp en kandideerde zijn vader tijdens de gemeenteraadsverkiezingen van 1952 op een scheurlijst van de CVP.
Sels studeerde aan de tuinbouwschool in Wetteren en trad in dienst in het tuinbouwbedrijf van zijn grootvader. Actief tijdens zijn studententijd in het Algemeen Katholiek Vlaams Studentenverbond, werd hij vervolgens actief in het Boerenfront, waar hij in 1958 propagandist werd en later algemeen secretaris.
In het arrondissement Mechelen bouwde hij de werking van de Christelijke Vlaamse Volksunie (CVV) uit. Bij de verkiezingen van 1954 voerde hij de lijst aan van deze partij in het arrondissement Turnhout. Eind 1954 was hij een van de medestichters van de Volksunie. In 1964 zorgde hij voor een verkozene in de gemeenteraad van Duffel. Zelf zetelde hij van 1970 tot 1984 in de Duffelse gemeenteraad. In 1961 werd hij verkozen tot provincieraadslid en van 1965 tot 1968 was hij gedeputeerde voor de provincie Antwerpen.
In 1968 werd hij verkozen tot lid van de Kamer van volksvertegenwoordigers voor de kiesomschrijving Mechelen en vervulde dit mandaat tot in 1978. In de periode december 1971-december 1978 had hij als gevolg van het toen bestaande dubbelmandaat ook zitting in de Cultuurraad voor de Nederlandse Cultuurgemeenschap, die op 7 december 1971 werd geïnstalleerd en de verre voorloper is van het Vlaams Parlement. Als parlementslid verdedigde hij voornamelijk de belangen van de Vlaamse land- en tuinbouwers.